# 니시카와 아야카
니시카와 아야카(일본어: 西川 彩華, 1996년 4월 2일 ~ )는 일본의 여자 축구 선수이다.

## 구단 경력
나데시코 리그, WE리그의 제프 유나이티드 지바, INAC 고베 레오네사, 닛테레 도쿄 베르디 벨레자에서 활동했다.

## 국가대표팀 경력
그녀는 2012년 FIFA U-17 여자 월드컵에 참가할 일본 U-17 국가대표팀에 발탁되었으며, 1경기에 출전했다.